# 量子グラフ
量子グラフ（りょうしグラフ、英語：quantum graph）とは、微分（または疑似微分）方程式が与えられたエッジ(辺)とノード(頂点)が接続されたグラフ上を量子が運動している数学、物理学におけるモデルである。
例として、変電所（ノード）に接続された電線（エッジ）で構成される送電網(グラフ)などがある。微分方程式は、各電線(エッジ)に沿った電圧を記述し、隣接するノード(変電所)で各電線の境界条件が提示され、すべての電線を流れる電流が各変電所でゼロになることを保証する。

## 概要
量子グラフは、1930年代に有機分子の自由電子モデルとしてライナス・ポーリングによって最初に研究された。 量子的カオスのモデルシステム、 導波管の研究、フォトニック結晶、 アンダーソン局在などさまざまな数学的状況で発生する。量子グラフはナノテクノロジーの理論的理解を得るために使用されるメゾスコピック物理学の顕著なモデルになった。 後に、別のより単純な量子グラフの概念がフリードマン他によって導入された。
具体的な応用のために量子グラフに課せられた微分方程式を実際に解くこととは別に、発生する典型的な問いとして制御可能性の問題（電力ネットワーク上）、および識別可能性 （システムの状態を完全に把握するための測定する方法と場所たとえば、水道管の圧力を測定して漏れパイプがあるかどうかを判断する）などがある。

## 応用

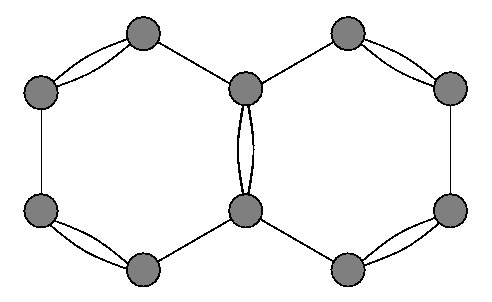
ナフタレン分子

量子グラフは、 ナフタレンなどの有機分子の自由電子のスペクトルをモデル化するために1930年代に初めて採用された（図を参照）。 最初の近似として、原子は頂点とみなされ、σ電子は結合を形成し、自由電子が閉じ込められている分子の形のフレームを固定している。
量子導波路を検討する際にも同様の問題が発生する。 これらは中間的なメソスコピックな領域であり、ナノメートルのスケールの幅で構築された系である。 量子導波路は、エッジが細いチューブである太ったグラフと考えることができる。 この領域のラプラス演算子のスペクトルは、特定の条件下でグラフのラプラス演算子のスペクトルに収束する。 メソスコピックな系を理解することは、 ナノテクノロジーの分野で重要な役割を果たす。
1997年に KottosとSmilanskyは、古典的なカオスであるシステムの量子力学である量子的カオスを研究するためのモデルとして量子グラフを提案した。 グラフ上の古典的な運動は、確率的マルコフ連鎖として定義できます。 
{\displaystyle e}縁まで
{\displaystyle f}
は、量子遷移振幅の2乗の絶対値で与えられます。 
{\displaystyle |\sigma _{ef}|^{2}}。ほぼすべての有限連結量子グラフについて、確率論的ダイナミクスはエルゴード的で混合的、つまりカオス的ある。